# Обстріл Покровська 6 січня 2024
6 січня 2024 російські війська вчергове завдали ракетного удару по житловій забудові Покровська, внаслідок цього загинуло 11 осіб. На сході України у Донецькій області після цього ворожого обстрілу Покровська та його околиць (села Рівне) загинули 12 людей, у тому числі 6 дітей. Поранено не менше 10 людей.

## Обстріл
В ніч на 6 січня росіяни обстріляли приватний сектор Покровська, внаслідок чого спалахнув гараж та автомобілі. Також зафіксовано приліт в адміністративну будівлю. В Рівному, Покровський район, повністю знищено приватний будинок, в якому мешкало 6 осіб.

## Реакції
Президент України Володимир Зеленський у вечірньому відеозверненні сказав: «Цими годинами в Покровську Донецької області та в Покровському районі триває рятувальна операція після російського ракетного удару. Ракети С-300. Залучені необхідні рятувальні сили, техніка ДСНС України. Розбирають завали. Станом на цей час відомо про загибель понад десяти людей, і серед них – діти, на жаль… Мої співчуття всім, хто втратив рідних і близьких!». І наголосив що «жоден удар не залишиться без наслідків для Росії».